# 197 (عدد)
197 هو عدد صحيح. طبيعي بين 196 و198

## في الرياضيات

### خصائص
- 197عدد أولي
- 197عدد فردي
- 197عدد ناقص